# Martin I. Townsend

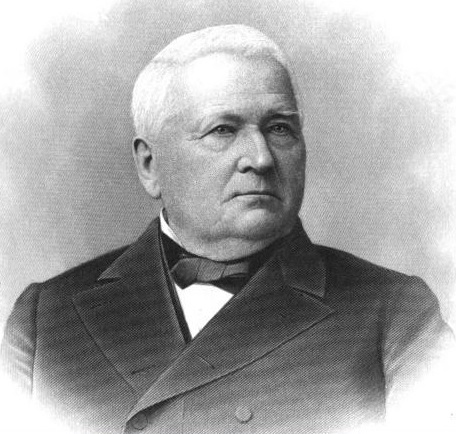
Martin I. Townsend

Martin Ingham Townsend (* 6. Februar 1810 in Hancock, Massachusetts; † 8. März 1903 in Troy, New York) war ein US-amerikanischer Jurist und Politiker. Zwischen 1875 und 1879 vertrat er den Bundesstaat New York im US-Repräsentantenhaus.

## Leben
Martin Ingham Townsend wurde ungefähr zwei Jahre vor dem Ausbruch des Britisch-Amerikanischen Krieges in Hancock geboren. Die Familie zog dann 1816 nach Williamstown. Dort besuchte er Gemeinschaftsschulen und graduierte 1833 am Williams College. Er studierte Jura. Seine Zulassung als Anwalt erhielt er 1836 und begann dann in Troy zu praktizieren. Zwischen 1842 und 1845 war er Bezirksstaatsanwalt im Rensselaer County. Als Delegierter nahm er 1867 und 1868 an der verfassunggebenden Versammlung von New York teil. Zwischen 1873 und 1903 war er Regent an der New York University. Politisch gehörte er der Republikanischen Partei an.
Bei den Kongresswahlen des Jahres 1874 für den 44. Kongress wurde Townsend im 17. Wahlbezirk von New York in das US-Repräsentantenhaus in Washington, D.C. gewählt, wo er am 4. März 1875 die Nachfolge von Robert S. Hale antrat. Er wurde einmal wiedergewählt. Da er auf eine erneute Kandidatur im Jahr 1878 verzichtete, schied er nach dem 3. März 1879 aus dem Kongress aus.
Zwischen 1879 und 1887 war er als Nachfolger von Richard Crowley United States Attorney for the Northern District of New York. Er nahm 1890 an der verfassunggebenden Versammlung von New York teil. Im folgenden Jahr gab er seine Tätigkeit als Anwalt auf und ging in den Ruhestand. Am 8. März 1903 verstarb er in Troy und wurde dann auf dem Oakwood Cemetery beigesetzt.